# Triade di Macdonald
La triade di Macdonald' è una serie di comportamenti psicologicamente riconosciuti come campanello di allarme alla psicopatia e diagnosticati nell'infanzia/adolescenza. Sono stati individuati e descritti dallo psichiatra John M. Macdonald nello studio “The threat to kill”, pubblicato nel 1963 sull'American Journal of Psychiatry. Si tratta di tre specifici comportamenti presenti durante l’infanzia della maggior parte dei serial killer e sono:
- piromania, ovvero un’intensa ossessione per il fuoco e l’appiccare piccoli o grandi incendi;
- enuresi, frequente, senza controllo da parte del bambino e ben oltre l’età in cui possa essere accettato e/o considerato come normale;
- zoosadismo, ovvero crudeltà e tortura sugli animali, domestici e non. In questo caso il bambino oltre che spinto dalla curiosità verso il provocare dolore ne è anche affascinato tant’è che può trasformarsi in vero e proprio sadismo che può sfociare in una perversione o parafilia la quale è spesso tratto tipico dei serial killer.

Questi comportamenti, pur essendo presenti nell'infanzia di molti adulti poi diventati assassini compulsivi, non sono una condizione assoluta. Sicuramente la presenza di almeno due di questi comportamenti può essere utile nel riconoscere precocemente eventuali devianze psicopatiche e/o sociopatiche nei bambini, ma non è detto che una volta adulti possano manifestare comportamenti violenti. Secondo gli esperti infatti, sono molti i fattori ad entrare in gioco e nella maggior parte dei casi sono fattori ambientali, familiari e sociali oltre che psicologici.